# Isla Aiguilles
La isla Aiguilles (en inglés: Aiguilles Island) es una isla deshabitada justo al noreste de la isla Gran Barrera en la región de Northland de Nueva Zelanda. La isla alcanza una altura de 120 metros (394 pies) y está a 47 km (29 millas) de la tierra firme de Nueva Zelanda.